# Grete Heublein
Margarete Heublein  dite Grete Heublein (née le 29 janvier 1908 à Wuppertal et morte le 2 mars 1997 dans cette même ville) est une athlète allemande, spécialiste du lancer du poids et du lancer du disque.

## Biographie
Grete Heublein se classe 5e de l'épreuve du lancer du disque lors des Jeux olympiques de 1928 et de 1932.
Elle établit quatre records du monde du lancer du poids de 1928 à 1931, et un record du monde du lancer du disque en 1928.

### Palmarès
| Date | Compétition     | Lieu        | Résultat | Épreuve          | Performance |
| ---- | --------------- | ----------- | -------- | ---------------- | ----------- |
| 1928 | Jeux olympiques | Amsterdam   | 5e       | Lancer du disque | 35,56 m     |
| 1932 | Jeux olympiques | Los Angeles | 5e       | Lancer du disque | 34,66 m     |
| 1932 | Jeux olympiques | Los Angeles | 6e       | Relais 4 x 100 m | 50 s 0      |

### Records
| Épreuve          | Performance | Lieu | Date |
| ---------------- | ----------- | ---- | ---- |
| Lancer du disque | 40,84 m     |      | 1932 |
| Lancer du poids  |             |      |      |